# Iglesia de Santa María de las Hoyas
La iglesia de Nuestra Señora del Valle, en Santa María de las Hoyas (Soria)—, es una iglesia católica. 
Esta iglesia parroquial se construyó en 1603. Es un edificio construido de mampostería. A la entrada del atrio se encuentra a unos 7 metros de altura un reloj de sol, uno de los primeros colocados en una iglesia.
Destaca en el interior un retablo neoclásico del siglo XVIII, una talla dedicada a la Asunción y otra a San José y San Joaquín.